# Анн-Лор Ейтц
Анн-Лор Ейтц (фр. Anne-Laure Heitz; нар. 15 березня 1982) — колишня французька тенісистка.
Найвищу одиночну позицію світового рейтингу — 213 місце досягла 14 січня 2002, парну — 219 місце — 27 травня 2002 року.
Здобула 4 одиночні та 1 парний титул туру ITF.
Найвищим досягненням на турнірах Великого шолома було 2 коло в парному розряді.

## Фінали ITF

### Одиночний розряд (4–6)
| турніри $100,000 |
| турніри $75,000  |
| турніри $50,000  |
| турніри $25,000  |
| турніри $10,000  |

| Результат | Ранг | Дата             | Турнір                                  | Покриття   | Суперниця       | Рахунок            |
| --------- | ---- | ---------------- | --------------------------------------- | ---------- | --------------- | ------------------ |
| Поразка   | 1.   | 15 серпня 1999   | Saint-Gaudens, Франція                  | Ґрунт      | Карін Борню     | 6–2, 4–6, 1–6      |
| Поразка   | 2.   | 30 квітня 2000   | Таланс, Франція                         | Тверде     | Бахія Мухтассен | 6–7(4–7), 6–7(2–7) |
| Перемога  | 3.   | 16 липня 2000    | Брюссельський столичний регіон, Бельгія | Ґрунт      | Еваґелія Руссі  | 7–6(7–4), 6–1      |
| Перемога  | 4.   | 4 лютого 2001    | Тіптон, Велика Британія                 | Тверде (i) | Лідія Штайнбах  | 6–4, 3–6, 7–6(7–2) |
| Поразка   | 5.   | 22 жовтня 2001   | Жуе-ле-Тур, Франція                     | Тверде (i) | Кіра Надь       | 6–1, 4–6, 0–6      |
| Поразка   | 6.   | 28 жовтня 2001   | Saint Raphael, Франція                  | Тверде (i) | Наталі В'єрін   | 6–4, 1–6, 3–6      |
| Перемога  | 7.   | 2 листопада 2003 | Стокгольм, Швеція                       | Тверде (i) | Маргіт Рюйтель  | 3–6, 6–1, 6–4      |
| Перемога  | 8.   | 23 вересня 2007  | Лімож, Франція                          | Тверде (i) | Одре Берго      | 6–1, 6–1           |
| Поразка   | 9.   | 30 вересня 2007  | Клермон-Ферран, Франція                 | Тверде (i) | Карла Мраз      | 1–6, 5–7           |
| Поразка   | 10.  | 27 січня 2008    | Гренобль, Франція                       | Тверде (i) | Клер Феерстен   | 3–6, 6–4, 4–6      |

### Парний розряд (1–2)
| Результат | Ранг | Дата           | Турнір                      | Покриття   | Партнерка          | Суперниці                        | Рахунок            |
| --------- | ---- | -------------- | --------------------------- | ---------- | ------------------ | -------------------------------- | ------------------ |
| Поразка   | 1.   | 28 жовтня 2001 | Сен-Рафаель, Франція        | Тверде (i) | Елоді Ле Бесконд   | Каролін Денін Шеллі Стефенс      | 0–6, 5–7           |
| Поразка   | 2.   | 27 липня 2002  | Ле-Контамін-Монжуа, Франція | Тверде     | Стефані Коен-Алоро | Марія Кондратьєва Катарина Мишич | 1–6, 6–7(4–7)      |
| Перемога  | 3.   | 10 серпня 2003 | Ребек, Бельгія              | Ґрунт      | Амандін Сенля      | Леслі Буткевіч Кім Кілсдонк      | 0–6, 7–6(7–3), 7–5 |